# Yamasá
Yamasá – miasto w Dominikanie, w prowincji Monte Plata.